# Palaeeudyptes gunnari
A Palaeeudyptes gunnari a madarak (Aves) osztályának pingvinalakúak (Sphenisciformes) rendjébe, ezen belül a pingvinfélék (Spheniscidae) családjába és a Palaeeudyptinae alcsaládjába tartozó fosszilis faj.

## Tudnivalók
A Palaeeudyptes gunnari, körülbelül ezelőtt 50-34 millió éve, a középső és késő eocén korszakok idején élhetett. A több tucatnyi maradványát az Antarktiszhoz tartozó Seymour-szigeten lévő  La Meseta-formációban találták meg. A típuspéldányt egy törött tarsometatarsus nevű lábcsont alapján írták le, és ekkor még nem ismerték el Palaeeudyptes-fajként, emiatt az Eosphaeniscus gunnari nevet kapta. A későbbi, jobb állapotban levő kövületek bebizonyították, hogy tényleg egy Palaeeudyptes-fajról van szó. Egy időben úgy vélték, hogy a nála kétszer nagyobb Palaeeudyptes klekowskii azonos vele. A szóban forgó őspingvinfaj, körülbelül 110-125 centiméter magas lehetett, akkora mint a mai császárpingvin (Aptenodytes forsteri), viszont valamivel kisebb, mint rokona a Palaeeudyptes antarcticus.
A Wimanornis nevű taxon, nagy valószínűséggel a Palaeeudyptes gunnari szinonimája (Jadwiszcak, 2006).

### Fordítás
- Ez a szócikk részben vagy egészben  a   Palaeeudyptes gunnari című angol Wikipédia-szócikk ezen változatának fordításán alapul.  Az eredeti cikk szerkesztőit annak laptörténete sorolja fel. Ez a jelzés csupán a megfogalmazás eredetét és a szerzői jogokat jelzi, nem szolgál a cikkben szereplő információk forrásmegjelöléseként.